# Paracantha haywardi
Paracantha haywardi är en tvåvingeart som beskrevs av Aczel 1952. Paracantha haywardi ingår i släktet Paracantha och familjen borrflugor. Inga underarter finns listade i Catalogue of Life.